# Jaskinnica sardyńska
Jaskinnica sardyńska, pieczarnik sardyński (Speleomantes genei) – gatunek płaza ogoniastego z rodziny bezpłucnikowatych (Plethodontidae), występujący endemicznie w południowo-zachodniej części włoskiej wyspy Sardynii. Dorasta do 12,4 cm długości, a jego ciało ma barwę od ciemnobrązowej do czarnej. Gatunek narażony (VU) w związku ze stosunkowo niewielkim zasięgiem występowania oraz spadkiem jakości i rozmiarów jego siedliska. Jest również podatny na infekcje patogenicznego grzyba Batrachochytrium salamandrivorans.

## Pozycja taksonomiczna
Gatunek ten umieszczany jest czasami w monotypowym rodzaju Atylodes.

## Wygląd
Samce dorastają do 11,5 cm, a samice do 12,4 cm. Kończyny dobrze rozwinięte – kończyny tylne nieco dłuższe od przednich. Stopy kończyn przednich mają 4, a tylnych 5 spłaszczonych palców. Kolor podstawowy od ciemnobrązowego do czarnego, występuje również marmurkowy wzór, który może mieć barwę brązową, oliwkową, szarozieloną oraz może być pokryty białymi plamkami. Brzuch jasny, również posiada marmurkowy wzór.

## Zasięg występowania
Endemit – spotykany jest wyłącznie w południowo-zachodniej części Sardynii w regionie Sulcis-Iglesiente na wysokości do 650 m n.p.m. (góra Monte Sebera). Zasięg występowania wynosi 1218 km².

## Ekologia
Zasiedla wilgotne skaliste wychodnie, jaskinie, szczeliny oraz obszary zalesione w pobliżu strumieni. Występuje rozwój prosty, a samica składa kilka jaj na ziemi.

## Status
IUCN klasyfikuje jaskinnicę sardyńską jako gatunek narażony (VU) w związku ze stosunkowo niewielkim zasięgiem występowania oraz spadkiem jakości i rozmiarów jego siedliska. Gatunkowi zagraża wycinka drzew, wydobycie minerałów, urbanizacja, nielegalny odłów w celach hodowlanych oraz zmiany klimatu. Testy laboratoryjne wykazały również podatność na infekcje patogenicznego grzyba Batrachochytrium salamandrivorans.
Gatunek ten znajduje się w załączniku II konwencji berneńskiej oraz załączniku IV dyrektywy siedliskowej Unii Europejskiej. Występuje na co najmniej czterech obszarach chronionych. W jego ochronie pomóc mogą również dalsze badania nad B. salamandrivorans.